# Přebor Středočeského kraje 2017/2018
Ondrášovka krajský přebor (jednu ze skupin 5. fotbalové ligy) hrálo v sezóně 2017/2018 16 klubů. Vítězem se stalo mužstvo SK Posázavan Poříčí nad Sázavou.

## Systém soutěže
Kluby se střetly v soutěži každý s každým dvoukolovým systémem podzim–jaro, hrály tedy 30 kol.

## Nové týmy v sezoně 2017/18
- Z Divize B sestoupilo mužstvo TJ Sokol Libiš.
- Z Divize C sestoupilo mužstvo SK Sparta Kutná Hora.
- Z I. A třídy postoupila mužstva SK Spartak Příbram (vítěz skupiny A), TJ Sokol Nespeky (3. místo ve skupině A), FC Horky nad Jizerou (vítěz skupiny B) a TJ Klíčany (4. místo ve skupině B).

## Výsledná tabulka
| Poř. | Tým                             | Z  | V  | VP | PP | P  | VG | OG | B  |
| ---- | ------------------------------- | -- | -- | -- | -- | -- | -- | -- | -- |
| 1.   | SK Posázavan Poříčí nad Sázavou | 30 | 21 | 3  | 2  | 4  | 65 | 31 | 71 |
| 2.   | FC Horky nad Jizerou            | 30 | 19 | 3  | 1  | 7  | 71 | 33 | 64 |
| 3.   | Český lev-Union Beroun          | 30 | 18 | 1  | 0  | 11 | 67 | 53 | 56 |
| 4.   | TJ Sokol Libiš                  | 30 | 16 | 1  | 2  | 11 | 65 | 45 | 52 |
| 5.   | SK Lhota                        | 30 | 14 | 2  | 5  | 9  | 65 | 45 | 51 |
| 6.   | SK Spartak Příbram              | 30 | 13 | 4  | 3  | 10 | 64 | 45 | 50 |
| 7.   | TJ Sokol Nespeky                | 30 | 14 | 2  | 2  | 12 | 47 | 50 | 48 |
| 8.   | TJ Klíčany                      | 30 | 14 | 1  | 2  | 13 | 59 | 60 | 46 |
| 9.   | Sokol Nové Strašecí             | 30 | 11 | 2  | 4  | 13 | 67 | 76 | 41 |
| 10.  | SK Hvozdnice                    | 30 | 11 | 3  | 1  | 15 | 53 | 66 | 40 |
| 11.  | SK Slaný                        | 30 | 11 | 2  | 3  | 14 | 49 | 52 | 40 |
| 12.  | AFK Tuchlovice                  | 30 | 9  | 4  | 2  | 15 | 52 | 67 | 37 |
| 13.  | SK Sparta Kutná Hora            | 30 | 10 | 2  | 1  | 17 | 45 | 60 | 35 |
| 14.  | SK Poříčany                     | 30 | 9  | 2  | 2  | 17 | 51 | 95 | 33 |
| 15.  | AFK Sokol Semice                | 30 | 8  | 1  | 4  | 17 | 46 | 77 | 30 |
| 16.  | SK Rejšice                      | 30 | 6  | 3  | 2  | 19 | 56 | 67 | 26 |

Poznámky:
- Z = Odehrané zápasy; V = Vítězství; VP = Vítězství po penaltách; PP = Prohry po penaltách; P = Prohry; VG = Vstřelené góly; OG = Obdržené góly; B = Body
- Klub SK Posázavan Poříčí nad Sázavou se postupu vzdal.

|  | Postup do příslušné Divize (A, B nebo C) |
|  | Sestup do příslušné I. A třídy           |